# Tour Sainte-Agathe
La tour Sainte-Agathe (en anglais St. Agatha's Tower, en maltais Torri ta 'Sant'Agata), ou plus communément appelée la Tour Rouge à cause de sa couleur, est une des tours côtières de Malte, située dans la ville d'Il-Mellieħa. Elle a été construite entre 1647 et 1649 et fait partie du réseau des Tours de Lascaris (en).

## Situation géographique
La tour se situe à l'extrémité nord-ouest de Malte, surplombe le port naturel de Il-Mellieħa et offre une vue dégagée sur Gozo et Comino.

## Historique
Construite entre 1647 et 1649 par l'architecte Antonio Garsin, la tour permettait de communiquer avec l'île voisine de Gozo. Équipée d'un canon et d'une garnison de trente hommes, munie de munitions et de fournitures permettant de résister à un siège de 40 jours, elle était une position de défense importante à l'époque des Chevaliers de l'ordre de Saint-Jean dans l'ouest de Malte. Au XVIIIe siècle, un retranchement en forme d'étoile a été ajouté ». Au cours de la domination britannique, la tour a été utilisée pour la défense, notamment pendant le Siège de Malte, de même que pendant les deux guerres mondiales.

## Aujourd'hui

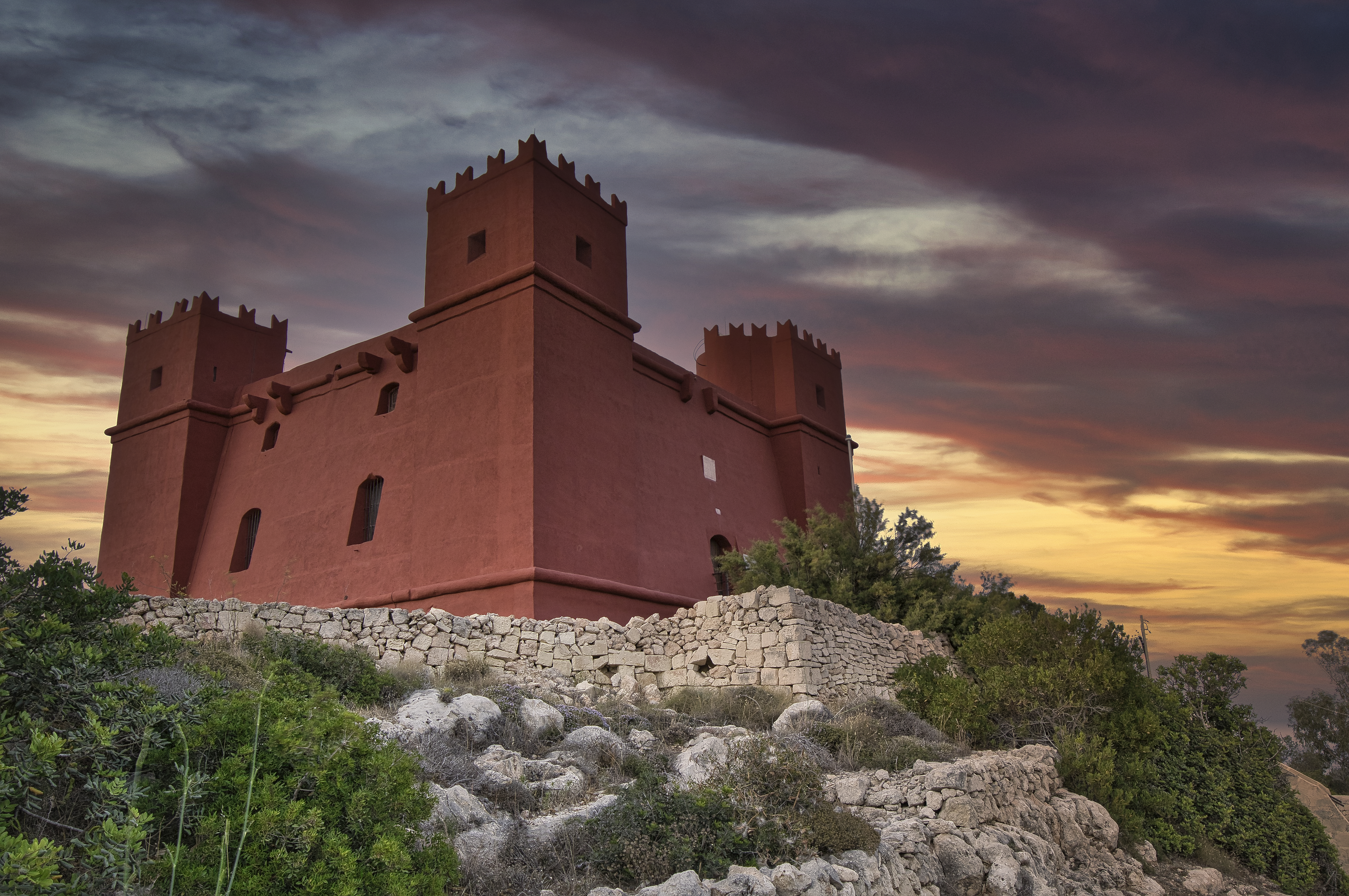
La tour Sainte-Agathe au crépuscule. Juin 2020.

À la fin du XXe siècle, la tour Sainte-Agathe était en mauvais état : une tour était complètement manquante et une autre gravement endommagée. Elle a été progressivement restaurée par Din l-Art Ħelwa, à partir de 1999 et achevée en 2001, avec l’aide d’un important parrainage industriel. Dans le cadre des travaux de restauration, les tourelles endommagées ont été remplacées, les murs et le toit ont été reconstruits, les revêtements en pierre érodée ont été remplacés, les murs intérieurs ont été raclés et repeints, le sol d'origine a été découvert et l'escalier intérieur menant au toit a été reconstruit. En raison de l'extrême irrégularité du sol, celui-ci a récemment été recouvert d'une surface en bois avec des ouvertures en verre à travers lesquelles on peut voir les dalles d'origine. La tour est toujours sous la garde de Din l-Art Ħelwa et est ouverte au public.

## Architecture
Elle dispose d'un plan carré avec quatre tours d'angle ainsi que de petites meurtrières. Des canons étaient postés au niveau des tourelles. Une chapelle était présente dans la tour.
Elle est complètement différente du reste des Tours de Lascaris (en), elle est plutôt similaire aux Tours de Wignacourt (en). La tour Sainte-Agathe est la dernière grande tour à bastions construite à Malte.

## Fonctions
Elle est équipée d'une station radar mise en place par l'armée maltaise.